# Batalla d'Alcântara
La batalla d'Alcântara tingué lloc el 25 d'agost de 1580 prop d'Alcântara, als voltants de Lisboa, Portugal. Fou una victòria decisiva del rei espanyol de la casa d'Habsburg, Felip II, sobre el pretendent portuguès al tron de Portugal, Dom António, prior de Crato (Antoni I de Portugal).